# Cristina Nedelcu
Cristina Simona Nedelcu (n. 28 februarie 1987, București, România) este o fostă gimnastă aerobică română care a câștigat medalia de argint la concursul individual al femeilor din cadrul Campionatului Mondial de Gimnastică Aerobică la Ulm, Germania în anul 2008.
În timpul carierei sale, ea a câștigat patru medalii de campion mondial (una de argint și trei de bronz), patru medalii de campion european (două de aur și două de bronz) și a fost de șase ori campioană la concursul individual al femeilor.

## Legături externe
- CS Farul Constanța
- Ulm/ Aerobic-WC: NEDELCU Cristina Simona/ROU, Aerobic WCh 2008 Ulm/GER Arhivat în 7 septembrie 2018, la Wayback Machine.
- Pagina de profil pentru Cristina Simona Nedelcu pe pagina Federației Internaționale de gimnastică